# بلوچ‌های افغانستان
اقوام بلوچ در ولایات نیمروز و هلمند ،فراه، قندهار، سرپل و هرات زندگی دارند. عده قلیل آن‌ها در سایر ولایات زیست دارند. اکنون بیش از صد هزار از مردم بلوچ در افغانستان جمعیت دارند.  

## تاریخ
پیشینه حضور بلوچ‌ها در سرزمینی که امروز افغانستان نامیده می شود قدمتی دیرینه دارد.
نیمروز
مؤلف تاریخ سیستان در شرح کشتار و تباهی بسیاری از مردم «بلوچ و مجوسی» در پیرامون زِرِه (دریاچهٔ نیمروز)، به حضور بلوچ‌ها در این منطقه درقرن های اولیه اشاره می‌کند.
به نظر می‌رسد که تشنج‌های ناشی از حمله چنگیزخان، اکثر طوایف بلوچ را از نیمروز خارج  رانده است.
بلوچ ها در دوره کمال خان و ابراهیم خان سنجرانی بر نیمروز حکمرانی می کردند و طوایف بلوچ نارویی و سنجرانی دو عنصر قدرتمند در نیمروز بودند. از اثار به جا مانده از حکمرانی طوایف بلوچ بر نیمروز می توان به قلعه ابراهیم خان سنجرانی، قلعه غلام دستگیر سنجرانی در چخانسور و قلعه ناد علی در زرنج را نام برد.
در کتاب سرزمبن ماسه ها و حماسه ها تآلیف محمداعظم سیستانی در شرح مردم زرنج ذکر شده است مردم زرنج یا همگی بلوچ اند و یا بلوچی زبانند.
تعدادی از بلوچ ها در دوران جنگ شوروی در افغانستان از منطقه چخانسور واقع در استان نیمروز افغانستان به ترکمنستان مهاجرت کردند.

هرات
بلوچ ها در مناطق کم جمعیت جنوبی مرزی افغانستان یافت می شوند و مربوط به بلوچی هایی هستند که در دوران باستان ،  در روستاهای جنوب هرات ساکن بودند.
در سدهٔ ۹ق / ۱۵م نیز نویسندهٔ روضات الجنات، چند جا به بلوچان کشاورز و چادرنشین اشاره می‌کند؛ در جایی می‌نویسد: بلوچ ها به مسجدجامع فرمکان اسفزار رفتند و  از چوب منبر به جای هیزم استفاده کردند؛ در جایی دیگر می‌نویسد: مبارکشاه با سپاهش در ۷۱۹ق به بلوچانی که در کهدستان هرات می‌زیستند، حمله کرد و مواشی آنان را ربود (۱ / ۴۷۸).
محمد بن خاوندشاه بن محمود شناخته‌شده به نام میرخواند در کتاب روضةالصفا صفحه دویست از جنگ بلوچ ها به رهبری شاه بلوچان و مبارک شاه در هرات نقل کرده است.
سیفی هروی مولف کتاب تاریخ‌نامه هرات از نبرد بلوچ های هرات با مبارک شاه رهبر خانات جغتای نقل کرده که : شاه بلوچ که والی بلوچان بود با چند تن معدود با مبارکشاه جنگید.
شجاعت و دلاوری بلوچ ها در ابیات زیر بیان کرده است:
| دلیران غوری که هنگام جنگ نترسید |  | از شیر و ببر و پلنگ           |
| همان نامداران مرز هری           |  | که هریک هستند جدا لشکری       |
| بلوچان که دیوان مازندران        |  | به دیوی نخواهند از ایشان امان |

قندهار
محمد خلیل مرعشی صفوی در کتاب مجمع التواریخ از قلات بجچاره بلوچ در قندهار در دوره صفوی و حضور بلوچ ها در قندهار را گزارش می کند.
احمدعلی خان وزیری کرمانی در کتاب تاریخ کرمان  بلوچ های قندهار را در دوره دودمان صفوی ذکر کرده است.

## فرهنگ
قالی بافی در میان مردم بلوچ رواج دارد، فرش بلوچی، کف پوش بافته شده توسط بلوچ ها اکثرا در بازار هرات بفروش می رسد.
بلوچ ها پوشش مخصوص قوم خود را دارند و لباس بلوچی که سنت دیرینه آنان هست را حفظ کرده اند.
زنان بلوچ و  از لباس هاى که به نام"زى آستين گپتان" یاد می شود، استفاده مى کنند که طرح روی لباس سوزن دوزی بلوچی و خامک دوزى بلوچی استفاده می شود.
نگهداری و پرورش شتر و همچنین برگزاری مسابقات شترسواری در ولایت نیمروز در بین بلوچ ها رواج دارد.
از رسم های معروف بلوچ ها چلو يا رمضانى است در اخر عيد در خانه ها را مى کوبند و صاحب خانه به آنها پول، گندم، برنج و کلچه ميدهند.
رسم دیگر بلوچ ها به نام شيک ساتن يا شب نشينى است که  در شب عيد دوستان و اشنایان با هم جمع ميشوند و تا صبح،  شب زنده دارى ميکنند.
موسیقی بلوچی، رقص چوب و رقص بلوچی در بین مردم بلوچ در افغانستان رواج دارد.

## زبان بلوچهای افغانستان
زبان بلوچی از زبان‌های ایرانی شمال باختری است و با زبان‌های تاتی، کردی و تالشی و پشتو نزدیکی زیادی دارد. بلوچ های افغانستان به زبان بلوچی و گویش رخشانی صحبت می کنند و دیگری، زبان براهویی می‌باشد. بلوچ‌های هردو زبان در افغانستان زنده دارند.

در پاییز 1978، زبان بلوچی و سه زبان دیگر (ازبکی، ترکمنی و نورستانی) علاوه بر پشتو و دری به عنوان زبان‌های رسمی افغانستان به رسمیت شناخته شدند. تسهیلات برای تبلیغ تعهد شد و اقداماتی برای اجرای سیاست جدید در چهار زمینه - مشارکت در دولت، آموزش، انتشار نشریات و بیان فرهنگی انجام شد. یک هفته نامه به زبان بلوچی، انتشار خود را در سپتامبر 1978 آغاز کرد.
تا حال حدود سه مدرسه به زبان بلوچی افتتاح گردیده‌است. هکذا زبان بلوچی و ادبیات بلوچی در دانشگاه قندهار نیز تدریس می‌گردد. عبدالستار پردلی یکی از نمایندگان بلوچ‌های افغانستان توانست که کتاب‌های تدریس مکاتب را تا صنوف هشتم به زبان بلوچی تهیه دارد.

## شخصیت‌های سیاسی و اجتماعی بلوچها در افغانستان
بلوچ‌های افغانستان اشخاص منور بوده زیاد در فعالیت‌های اجتماعی سهیم هستند. در حال حاضر دارای جراید شوراها و سایتهای اند که در ارتقاء سطح دانش بلوچها سهم فعال دارند. ریاست شورای همبستگی بلوچ‌های افغانستان را فعلاً جنرال ذوالفقار بلوچ پیش می‌برد. 
علاوه براین، شورای دیگری هم وجود که بنام شورای هماهنگی و اجتماعی بلوچ‌های افغانستان یاد می‌شوند. شیر آقا در راس این شورا قرار دارد. همچنان در ولایت سرپل و هرات بلوچها شورای را ایجاد نموده‌اند. این شوراها غرض بدست آوردن حق قانونی خود مبارزات سیاسی و اجتماعی می‌نمایند. وزارت سرحدات و اقوام و قبایل افغانستان روز نهم سنبله سال را به عنوان روز «همبستگی اقوام بلوچ و پشتون» هرسال تجلیل می‌نماید.

غلام محمد لعلزاد بلوچ یکی از روزنامه نگاران در زبان بلوچی می‌باشند.
محمد نعیم بلوچ والی هلمند و گل بلوچ نویسنده و شاعر از شخصیتهای بلوچ‌های افغانستانی است.
ژنرال عبدالکریم براهوی بلوچ دیگری است که قبلاً والی ولایت نیمروز و در کابینه افغانستان مقام وزارت امور سرحدات، اقوام و قبایل و مدتی وزارت امور مهاجرین و عودت کننده گان را به عهده داشت. تا این که سال گذشته مشاور رئیس‌جمهور در امور اقوام تعیین شد.
عیدمحمد نایب زهی فرمانده پایگاه ربات که از دوران حمله شوروی تا به امروز سکان دار پایگاه مقاومت بوده و در دوران طالبان هم عهده دار انجا میباشد. 
خانم ناعمه بلوچ مدافع حقوق پولیس ملی افغانستان قبل از روی کار آمدن طالبان بودند.
خانم فریده حمیدی سیاستمدار بلوچ افغانستانی و همسر جنرال عبدالروف بلوچ و نماینده مردم ولایت نیمروز در دوره شانزدهم مجلس نمایندگان است. وی در مجلس شانزدهم نمایندگان افغانستان عضو کمیسیون امور بین‌المللی می‌باشد.
قاضی شیر جان بلوچ که در اوایل دهه 1920 می زیست یک قهرمان افسانه ای در میان بلوچ های افغانستان است که حتی امروز نیز در مورد او ترانه هایی خوانده می شود.

## جنبش‌های سیاسی بلوچها
بلوچ‌های افغانستان حزب رسمی ندارند ولی شوراها انجمن‌ها رادیو و پروگرام‌های بلوچی را دارا اند؛ ولی با سازمان‌ها و احزاب آزادی‌خواه بلوچان پاکستان و ایران همکاری دارند.
1. پارتیزان‌های حرکت ملی آزادی‌بخش افغانستان
2. شورای همبستگی بلوچ‌های افغانستان رئیس آن ژنرال حاجی کریم براهویی می‌باشد
3. شورای هماهنگی واجتماعی بلوچ‌های افغانستان رئیس عمومی آن شیرآقا بلوچ می‌باشد.
4. انجمن، علمی، فرهنگی، سیاسی جوانان، بلوچ، زون، شمال ابراهیم محمدی مسول آن انجمن می‌باشد.
5. Balochyouth Afghanistan انجمن جوانان بلوچ افغانستان. حبیب الحق بلوچ مسئول آن انجمن می‌باشد.